# Kerriidae
Kerriidae es una familia de insectos hemípteros en la superfamilia Coccoidea.
Algunos miembros de los géneros Metatachardia, Tachardiella, Austrotacharidia, Afrotachardina, Tachardina y Kerria se crían con fines comerciales, aunque la especie más comúnmente cultivada es Kerria lacca. Estos insectos secretan una resina cerosa que se cosecha y se convierte comercialmente en laca y goma laca, que se utiliza en varios tintes, cosméticos y esmaltes alimentarios, barnices y abrillantadores para acabados de madera.

## Géneros
- Albotachardina
- Austrotachardiella
- Kerria
- Metatachardia
- Paratachardina
- Tachardiella
- Tachardina